# Губківський замок
Губківський замок — руїни фортеці поблизу села Губкова у Рівненському районі Рівненської області на правому березі річки Случ.

## Історія
Знахідки експедиції Ю. М. Нікольченка у 1974 році доводять, що перший дерев'яний замок виник тут ще в Х—ХІІІ столітті, але його разом з поселенням знищила монголо-татарська навала. За версією краєзнавця Олександра Цинкаловського, яку він висловив в дослідженні «Стара Волинь і Волинське Полісся», кам'яна фортеця з'явилася тут у XV ст. Перша згадка про замок припадає на 1504 рік, коли його, поселення, і призамкову церкву вщент зруйнували татари. З початку XVI ст. володіли місцевим замком магнати Семашки.

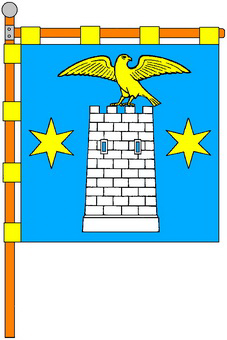
Прапор села Губків

В «Историко-статистическом описании церквей и приходов Волынской епархии» Теодоровича є відомості про Губківський замок і його власників. «Село Губків під назвою містечка Хубкова Луцького повіту як володіння каштеляна Брацлавського, старости Луцького, Володимирського підкоморія Олександра Семашка» згадується в актах від 7 березня 1596 року та в акті від 10 січня 1596 року. Першим відомим Семашком, який володів замком, був ковельський староста Богдан Михайлович, що помер у 1545 році. Його син Олександр Семашко був знаним на Волині феодалом. Він відзначився своєю відвагою в битві 1537 року під Дубном і один з перших на Волині, за сприяння єзуїта Бенедикта Гербеста, перейшов у католицьку віру. Відтоді серед населення Волині про нього пішла недобра слава католика-фанатика, ворога православної віри і свого народу. Олександр Цинкаловський вважає, що його син помер у 1618 році і похований в єзуїтському костелі у Луцьку.

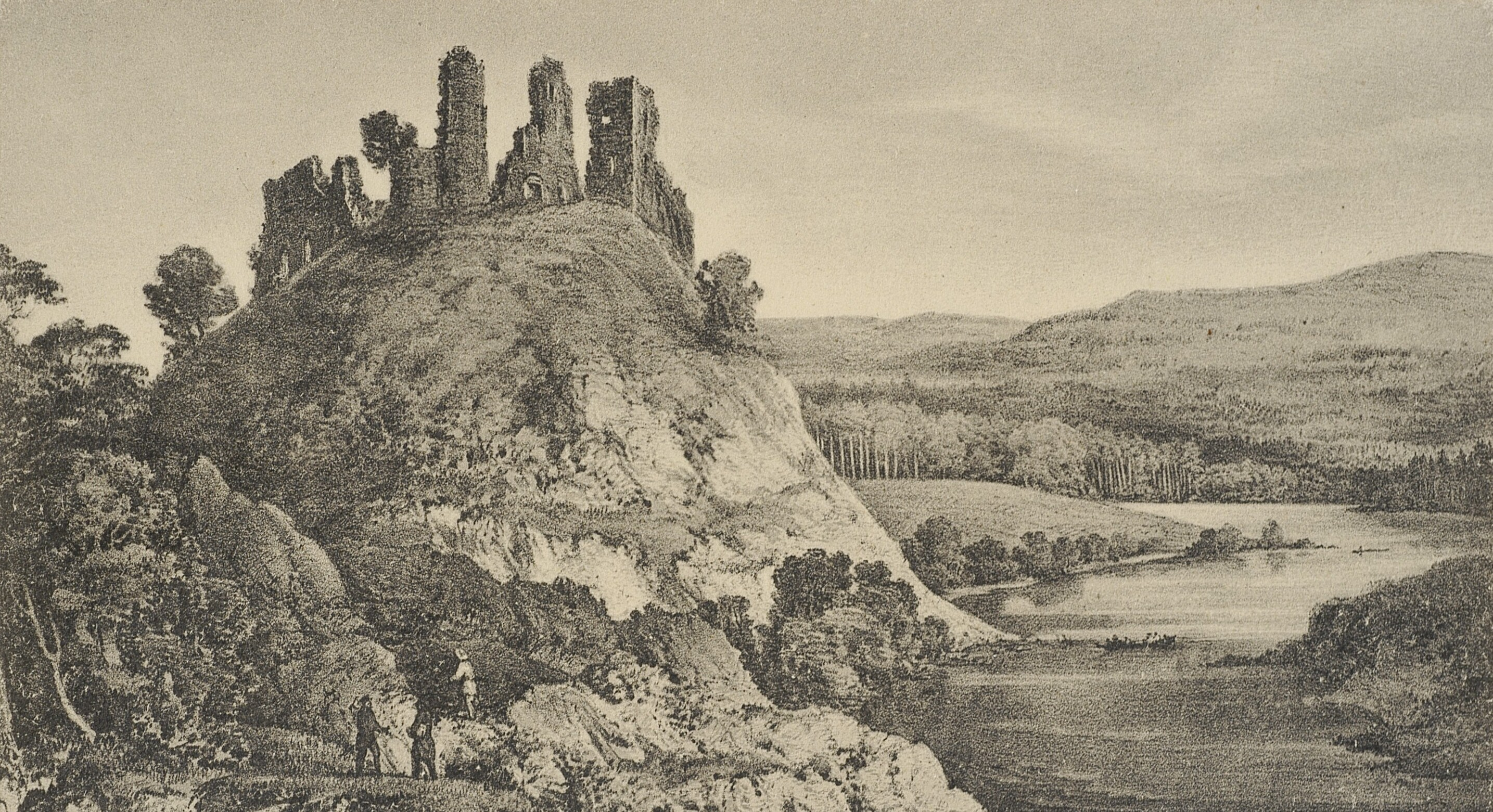
Губківський замок. Літографія Наполеона Орди 19 століття

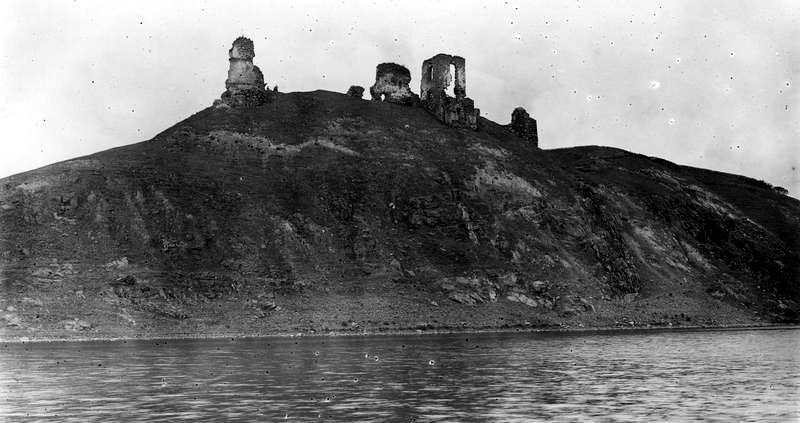
Губківський замок 1918—1937

Губків згадується також в актах від 1596 року у свідченнях возного про те, що замок був взятий сотнею війська Григорія Лободи під час повстання Наливайка.
З XVII ст. замок перейшов до родини Даниловичів, а від них — до Цетнерів. Тоді вже в замку був свій бургомістр і лавники (члени міської управи).
В 1704 році, під час Північної війни проходячи через Губків, російські війська Петра І зовсім сплюндрували містечко і знищили замок, а 1708 року шведи остаточно зруйнували замок, після чого він не відбудовувався.

## Вигляд

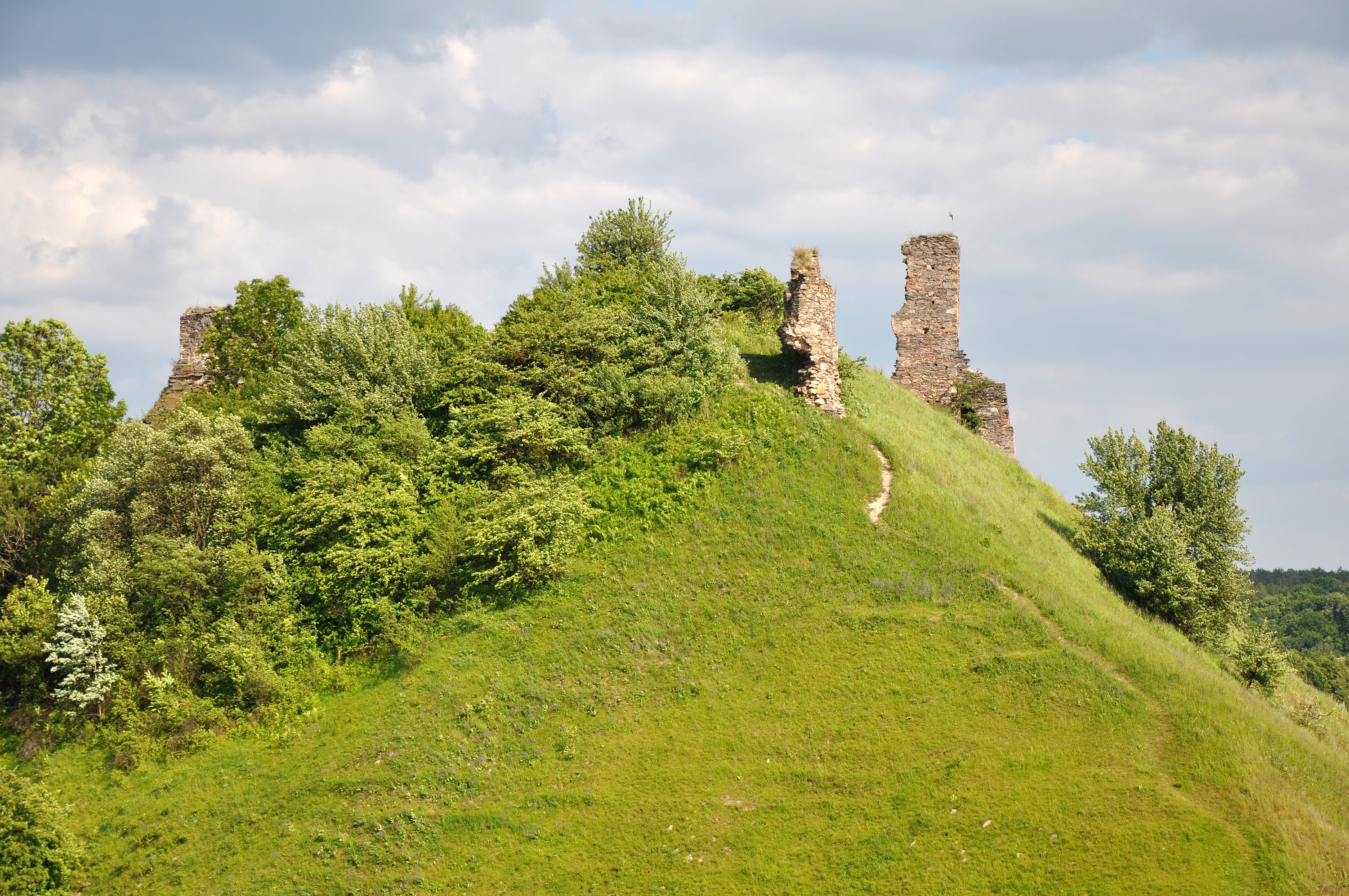
Руїни замку (червень 2012)

Замок у Губкові за композицією і пропорціями вважався одним з найдосконаліших у волинській школі оборонних комплексів. Споруда була подібна до трапеції в плані, мала чотири кутових вежі зі стрільницями, в'їзну браму і підйомний міст, У дворі знаходилися житлові і господарські будівлі. На подвір'ї замку залишився глибокий колодязь, змурований з каміння. Під замком були льохи та в'язниця.
Тепер на 30-метровій замковій горі, що піднімається над Случем, видно залишки замку. До наших днів дійшли лише частина стін та декілька башт. Крім того там можна побачити і засипаний замковий колодязь. Руїни розміщуються над стрімким схилом і рікою відокремлено від інших будівель.
Замкова гора входить до Надслучанського регіонального ландшафтного парку.

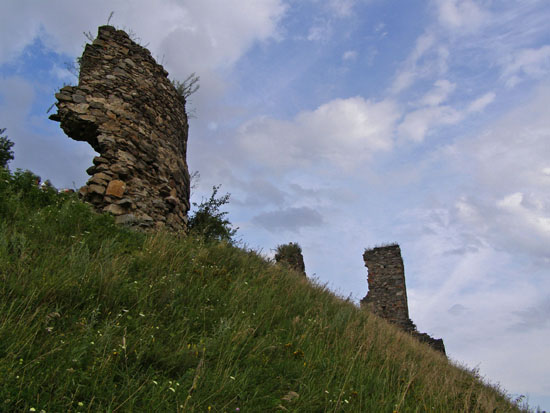
Руїни замку (2007)
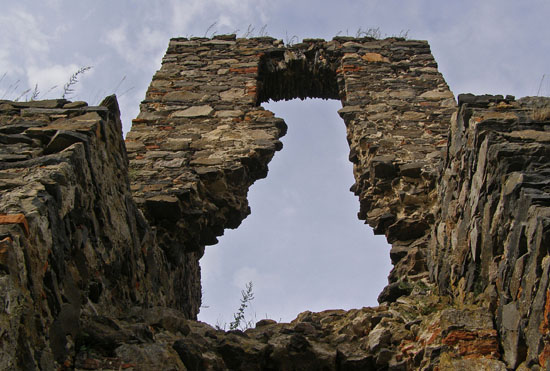
Руїни замку (2007)
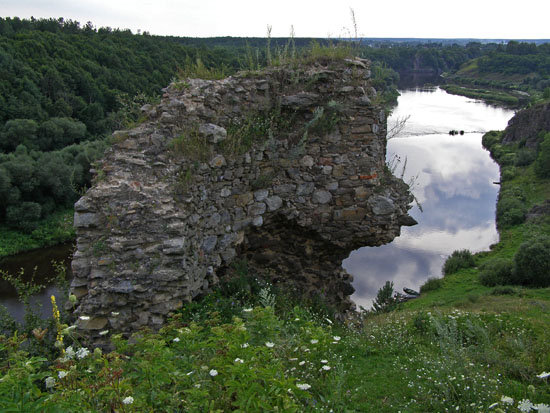
Руїни замку (2007)
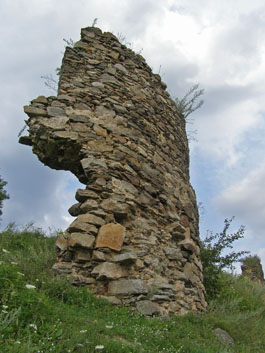
Руїни замку (2007)

## Легенди

### Про підземний хід
Збереглася легенда, що підземелля замку було з'єднане підземним ходом з Марининським православним чоловічим монастирем, яким користалися в разі потреби і Семашки, і нові власники Губкова, князі Даниловичі. Починався, кажуть, той хід з глибокої криниці на замковому подвір'ї. Але відносна висота замкової гори над рівнем річки, під якою має проходити хід — понад 32 метри, абсолютна — близько 200 метрів, а до монастиря — понад 10 кілометрів у гранітній породі.

### Про урочище Татарський Груд
Легенда про зруйнування міста у 1504 році. За нею розбите татарське військо поверталося в Крим. Один із загонів заблукав серед непрохідних боліт та лісів і не міг вибратися. А поблизу жив мисливець, і в нього була жінка-чарівниця. Вона показала татарам стежку на схід, до містечка. Але зрада не прощається, тому через якийсь час чарівниця пішла збирати ягоди на болото, ступила у безодню і втопилась. Болото відтоді називається Бабине гало, а місце, де заблукані татари стояли табором — Татарським Грудом. Потім час від часу з'являлася чаклунка переляканим селянам з палаючими очима і просила пробачити їй зраду, бо немає їй спокою після смерті.

Краєзнавець Олександр Цинкаловський подає її так: 
|  | Побиті під містечком Клецьком на Поліссі, Криловом і Новогрудком, розпорошені татари верталися поліським бездоріжжям до Криму. В урочищі «Татарський груд» (острівок серед непрохідних боліт під Губковом) татари заклали табір, підживлюючись кінським м'ясом. Тоді жінка Сергія, що проживала на околиці лісу, знана як чарівниця, показала їм дорогу до Губкова, кажучи: «У велику п'ятницю почуєте, як дзвонять у церкві і йдіть у тому напрямку і на схід керуйтесь, там знайдете місто, замок і церкви. Татари знайшли містечко і зруйнували його, але не змогли здобути церкви, що стояла на високій горі». |

### Про князівську дочку
Князівська красуня-донька полюбила простого парубка, що жив на протилежному березі річки. Князь, зрозуміла річ, заборонив закоханим зустрічатися й посадив доньку у найвищу замкову вежу. Та вночі дівчина і хлопець ставали соколами й літали на побачення. Довідавшись про це, старий князь прокляв молодят — і вони, навіки залишившись птахами, оселилися в горах, які відтоді стали називати Соколиними.

### Скарби князів Семашків
Легенда про міфічне золото, заховане у підземеллі замку. За нею Семашко наказав викопати під замком глибокі підземелля і ходи, де зберігав незліченні скарби і катував непокірних, вигадуючи для них пекельні муки. Колись люди, хрестячись, обходили похмурі руїни десятою дорогою, бо вірили, що давній правитель володів магічною силою. Довгі століття ці гіпотетичні скарби князів Семашків не давали спокою місцевим шукачам скарбів, які намагалися віднайти золото. Років сто тому почали люди шукати княже золото, побили стіни кирками і ломами. Знайшли чи ні скарби — невідомо.
Краєзнавець Олександр Цинкаловський додає до легенди, що колись до глибокої пивниці впав хлопець і знайшов він там багато грошей. Почувши про це, скупий селянин кинув свого сина також до того ж льоху, але той пропав під замком без сліду назавжди.

### Про булавуБогдана Хмельницького
Є легенда яка розповідає, що десь поблизу Губківського замку і Соколиних гір було заховано булаву гетьмана Богдана Хмельницького. І нібито охороняють ці клейноди душі загиблих козаків, чекаючи на того, хто був би гідний здійняти над Україною символ гетьманської влади.

### Про Дзвонецьку гору

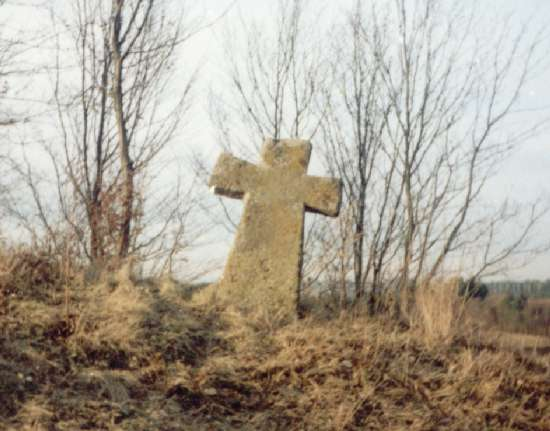
Кам'яний хрест на козацькій могилі на Дзвонецькій горі

На Дзвонецькій горі є давня могила. Окрасою її є великий кам'яний хрест, який похилився від часу. Розповідають, що коли в сонячну погоду прикласти вухо до землі, то можна почути відголос дзвонів. Тому і назвали її Дзвонецькою.

За іншою легендою, вона отримала таку назву через те, що коли татари у 1504 році вирізали усіх місцевих мешканців, не змогли здобути монастиря: усі полягли на Дзвонецькій горі. І тому, у сонячну погоду, якщо прикласти вухо до землі, можна почути брязкіт мечів і стогін полеглих воїнів, бо на цій горі татари поховали безліч своїх загиблих, закопавши живцем і поранених.

### Про квіти
1795 року відомий пейзажист, ірландець Діонізій МакКлер (Dionisius McClair), який багато років працював на Поліссі, першим знайшов тут квітку Азалію понтійську. Невідомо, як ця рідкісна рослина там опинилася, бо найближче місце, де вона росте є Кавказькі гори.
Крім неї на Дзвінецькій горі росте багато рідкісних трав і квітів, занесених до європейського червоного списку. Шавлія лучна, цибуля гірська, тощо — всього 19 видів рідкісних рослин, занесених до Червоної книги. Серед них виявили навіть кілька таких, які вважалися зниклими. Так і не було пояснено яким чином вони там опинилися. Ще більше вражає те, що в лісах поблизу Губківського замку і Соколиних гір цвіте 10 видів орхідей, які ростуть переважно тільки в тропіках.
Тому з'явилася легенда про те, що квіти було занесено на Полісся на кінських копитах монголо-татарського війська. А за іншими переказами, це ханська дочка, аби вгамувати тугу за степами, посіяла улюблені квіти по луках і лісах.
Крім того, складали легенди і про ефірну олію з азалії, приписуючи їй чудотворну силу. Навіть французька фірма «Коті» у XIX столітті заготовляла на Поліссі екстракт з квітів азалії, який називався «Абсолю», для виробництва парфумів найвищої якості. Ці парфуми здобули популярність серед найвишуканіших модниць Європи.